# سالوتاریدین
سالوتاریدین (به انگلیسی: Salutaridine) یک ترکیب شیمیایی با شناسه پاب‌کم ۵۴۰۸۲۳۳ است.